# 2010年亚洲运动会哈萨克斯坦代表团
2010年亚洲运动会哈萨克斯坦代表团共372名运动员，其中男选手185名，女选手187名。代表团最终以18金23银38铜的成绩排名奖牌榜第5位。

## 奖牌获得者

### 金牌
1. 达尼亚尔-叶列乌西诺夫：拳击 - 男子64公斤级
2. 叶连娜-沙利吉娜：摔跤 - 女子自由式63公斤级
3. 安娜-阿利亚比耶娃：艺术体操 - 个人全能
4. 哈萨克斯坦男子水球队：水球 - 男子
5. 谢里克-萨皮耶夫：拳击 - 男子69公斤级
6. 德米特里·卡爾波夫：田径 - 男子十项全能
7. 奥莉加-雷帕科娃：田径 - 女子三级跳远
8. 阿利亚比耶娃、伊斯梅洛娃、穆卡诺娃、彼得拉科娃：艺术体操 - 个人全能
9. 玛加丽塔-马茨科：田径 - 女子800米
10. 里纳特-萨甘季科夫：空手道 - 男子组手67公斤以下级
11. 达尔汉·阿萨季诺夫：空手道 - 男子组手60公斤以下级
12. 努尔马汉-季纳利耶夫：摔跤 - 男子古典式120公斤级
13. 奥莉加-捷列什科娃：田径 - 女子400米
14. 哈萨克斯坦女子橄榄球队：橄榄球 - 女子
15. 波多别多娃-斯韦特兰娜：举重 - 女子75公斤级
16. 伊利亚-伊雷因：举重 - 男子94公斤级
17. 迈娅-马内扎：举重 - 女子63公斤级
18. 拜布希诺娃、别利亚耶娃、德里什柳克：射击 - 女子25米运动手枪团体

### 银牌
1. 比然-扎基波夫：拳击 - 男子46-49公斤级
2. 马斯利翁科、亚洛夫采娃、马茨科、捷列什科娃：田径 - 女子4×400米接力
3. 叶夫根尼-叶克托夫：田径 - 男子三级跳远
4. 纳塔利娅-谢尔盖耶娃：皮划艇-静水 - 女子单人皮艇500米
5. 亚历山大-佳丘克：皮划艇-静水 - 男子单人划艇200米
6. 伊万-季奇科：拳击 - 男子91公斤以上级
7. 纳塔利娅-伊沃宁斯卡娅	田径 - 女子100米栏
8. 叶梅利亚诺夫、阿列克谢耶夫、托尔洛波夫、叶戈罗夫：皮划艇-静水 - 男子四人皮艇1000米
9. 叶梅利亚诺夫、杰尔古诺夫：皮划艇-静水 - 男子双人皮艇1000米
10. 奥莉加-雷帕科娃：田径 - 女子跳远
11. 阿塞特-曼别托夫：摔跤 - 男子古典式96公斤级
12. 哈萨克斯坦男子重剑：击剑 - 男子团体重剑
13. 达尔汉-巴亚赫梅托夫：摔跤 - 男子古典式66公斤级
14. 费鲁扎-叶尔格绍娃：跆拳道 - 女子73公斤以下级
15. 伊斯兰·博兹巴耶夫：柔道 - 男子81公斤级[2]
16. 纳扎罗娃、格尔马诺维奇：赛艇 - 女子双人单桨无舵手
17. 皮列克耶夫、多夫贡、尤尔科夫：射击 - 男子50米步枪3×20团体
18. 哈萨克斯坦女子水球队：水球 - 女子
19. 基里尔-帕夫洛夫：举重 - 男子77公斤级
20. 弗拉季斯拉夫-波利亚科夫：游泳 - 男子100米蛙泳
21. 奥莉加-多夫贡：射击 - 女子50米步枪卧射
22. 尤里-梅利西托夫：射击 - 男子50米步枪卧射
23. 祖利菲娅-钦尚洛：举重 - 女子53公斤级

### 铜牌
1. 哈萨克斯坦女子排球队：排球 - 女子
2. 古泽尔·马纽罗娃：摔跤 - 女子自由式72公斤级
3. 安娜-乌斯季诺娃：田径 - 女子跳高
4. 艾伊姆-阿布季尔金娜：摔跤 - 女子自由式55公斤级
5. 叶连娜-波多伊尼科娃、伊琳娜-波多伊尼科娃：皮划艇-静水 - 女子双人皮艇500米
6. 纳塔利娅-谢尔盖耶娃：皮划艇-静水 - 女子单人皮艇200米
7. 米哈伊尔-叶梅利亚诺夫、季莫费-叶梅利亚诺夫：皮划艇-静水 - 男子双人划艇1000米
8. 达纳别克-苏扎诺夫：拳击 - 男子75公斤级
9. 叶尔梅克-拜杜舒夫：摔跤 - 男子自由式84公斤级
10. 哈立德-哈立多夫：空手道 - 男子组手84公斤以上级
11. 列昂尼德-斯皮里多诺夫：摔跤 - 男子自由式66公斤级
12. 赛义达-哈谢诺娃：拳击 - 女子57-60公斤级
13. 道连-茹马加济耶夫：摔跤 - 男子自由式60公斤级
14. 维塔利-齐库诺夫：田径 - 男子跳高
15. 多尔古申娜、雄金娜、亚历山德罗娃、吉延巴拉诺娃：现代五项 - 女子团体
16. 阿尔哈祖尔-奥兹季耶夫：摔跤 - 男子古典式84公斤级
17. 玛丽娜-马斯利翁科：田径 - 女子400米
18. 图尔雷别科夫、弗罗洛夫、季连希耶夫：击剑 - 男子团体佩剑
19. 马拉特-卡里沙洛夫：摔跤 - 男子古典式55公斤级
20. 哈萨克斯坦女子花样游泳队：花样游泳 - 女子自由组合
21. 哈萨克斯坦女子佩剑：击剑 - 女子团体佩剑
22. 玛丽亚-格拉博韦特斯卡娅：举重 - 女子75公斤以上级
23. 古尔纳菲斯-艾特穆汉别托娃：跆拳道 - 女子67公斤以下级
24. 谢尔盖-伊斯托明：举重 - 男子105公斤级
25. 塔季扬娜-赫罗莫娃：举重 - 女子75公斤级
26. 阿尔捷米耶娃、纳扎罗娃、格尔马诺维奇、菲利蒙诺娃：赛艇 - 女子四人单桨无舵手
27. 伊尔达尔-瓦列耶夫：体操 - 男子双杠
28. 斯坦尼斯拉夫-瓦利耶夫：体操 - 男子跳马
29. 道连-绍耶捷耶夫：举重 - 男子77公斤级
30. 安德里亚、莫洛格利、伊布拉耶夫：射击 - 男子10米移动靶团体
31. 梅利西托夫、叶尔马科夫、皮列克耶夫：射击 - 男子50米步枪卧射团体
32. 铁木尔-纳马兹巴耶夫、阿曼达-巴特卡洛娃：体育舞蹈 - 标准舞（5项）
33. 德米特里·加格：铁人三项 - 男子个人
34. 马克西姆-拉科夫：柔道 - 男子100公斤以下级
35. 加利娅-乌尔缅塔耶娃：柔道 - 女子78公斤以下级
36. 古尔然-伊萨诺娃：柔道 - 女子78公斤以上级
37. 奇尔曼诺夫：跆拳道 - 男子87公斤以上级
38. 奥辛斯基、波利亚科夫、什基廖夫、库兹明：游泳 - 男子4x100米混合泳接力